# Оро, Пабло
Па́бло Дамиа́н О́ро (исп. Pablo Damián Oro; род. 9 августа 2002, Сан-Луис, Сан-Луис, Аргентина) — аргентинский футболист, нападающий клуба «Уракан», выступающий на правах аренды за «Колегиалес».

## Клубная карьера
Оро присоединился к «Уракану» в 2016 году. В июне 2018 года, он подписал с клубом пятилетний контракт с условием отступных в размере 20 млн долларов США, что стало рекордом для «Уракана» на тот момент. До июня 2019 года нападающий забил 49 голов в составе академии. Позднее срок контракта был сокращен до трех лет в связи с административными требованиями. Оро перешел в первую команду Исраэля Дамонте в 2020 году, в частности, он появился на скамейке запасных в матче Южноамериканского кубка против «Атлетико Насьональ» 19 февраля. Дебют Оро за первую команду состоялся 13 декабря 2020 года против «Индепендьенте» в матче Кубка Профессиональной лиги Аргентины. 4 февраля 2022 года Оро был отдан в аренду в клуб «Депортиво Риестра». Летом 2022 года после возвращения из «Депортиво Риестра», Оро был отдан в аренду в «Колегиалес».

## Международная карьера
В 2018 году Оро неоднократно вызывался в сборную Аргентины до 17 лет. Он принял участие в товарищеских матчах со сборной США и «Велес Сарсфилд», в последнем, Оро оформил дубль.

## Статистика
| Клуб              | Сезон            | Лига                           | Лига   | Лига  | Кубок  | Кубок | Кубок лиги | Кубок лиги | Всего  | Всего |
| Клуб              | Сезон            | Дивизион                       | Матчей | Голов | Матчей | Голов | Матчей     | Голов      | Матчей | Голов |
| ----------------- | ---------------- | ------------------------------ | ------ | ----- | ------ | ----- | ---------- | ---------- | ------ | ----- |
| Уракан            | 2019-20          | Чемпионат Аргентины по футболу | 0      | 0     | 0      | 0     | 0          | 0          | 0      | 0     |
| Уракан            | 2020-21          | Чемпионат Аргентины по футболу | 1      | 0     | 0      | 0     | 10         | 1          | 11     | 1     |
| Депортиво Риестра | 2022             | Примера B Насьональ            | 4      | 0     | 0      | 0     | 0          | 0          | 4      | 0     |
| Всего за карьеру  | Всего за карьеру | Всего за карьеру               | 5      | 0     | 0      | 0     | 10         | 1          | 15     | 1     |